# Comuna Horodîșce, Kovel
Horodîșce (în ucraineană Городище) este o comună în raionul Kovel, regiunea Volînia, Ucraina, formată din satele Horodîșce (reședința), Hredkî și Krasnovolea.

## Demografie
Componența lingvistică a satului Horodîșce
     Ucraineană (99,33%)
     Alte limbi (0,67%)
Conform recensământului din 2001, majoritatea populației satului Horodîșce era vorbitoare de ucraineană (99,33%), existând în minoritate și vorbitori de alte limbi.